# Duitse militaire begraafplaats in Heidelberg
De Duitse militaire begraafplaats in Heidelberg is een militaire begraafplaats in Baden-Württemberg, Duitsland. Op de begraafplaats liggen omgekomen Duitse militairen uit de Eerste en Tweede Wereldoorlog.

## Begraafplaats
Met de bouw van de begraafplaats werd al in 1933 gestart. Toen de begraafplaats in 1935, onder het naziregime, werd opgeleverd, werden er 534 Duitse militairen uit de Eerste Wereldoorlog herbegraven. Daarnaast werd de begraafplaats regelmatig gebruikt voor militaire parades, aangezien het zich daarvoor uitstekend leende. Vanaf 1940 werden ook omgekomen militairen uit de Tweede Wereldoorlog begraven. In totaal zijn er 1039 Duitse militairen en 177 militairen van andere nationaliteiten begraven.